# Freddy Hardest in South Manhattan
Freddy Hardest in South Manhattan (titolo originale Freddy Hardest en Manhattan Sur) è un videogioco di genere picchiaduro a scorrimento pubblicato nel 1989 per i principali home computer del periodo, con una conversione non ufficiale anche per Commodore 16.
Venne sviluppato dalla uruguaiana Iron Byte e pubblicato dalla spagnola Dinamic Software come seguito di Freddy Hardest, sebbene con il predecessore abbia in comune soltanto il protagonista, che questa volta si trova a combattere una banda criminale a Manhattan sud in epoca contemporanea.
Una versione a basso costo edita da Codemasters uscì con il titolo Guardian Angel (angelo custode), o The Guardian Angel a video, senza alcun riferimento a Freddy.
In ogni caso il gioco ottenne perlopiù recensioni negative dalla stampa.

## Modalità di gioco
Si tratta di un tipico picchiaduro a scorrimento orizzontale con visuale di profilo, simile a Vigilante. Il giocatore controlla Freddy mentre attraversa disarmato una zona portuale controllata dalla banda criminale, composta in buona parte da asiatici, per recuperare la macchina del tempo che lo riporterà a casa. Freddy può soltanto correre orizzontalmente e attaccare con tre mosse: pugno, calcio al volo e calcio basso.
I nemici sono i componenti della banda, che arrivano da entrambe le direzioni attaccando a mani nude o con varie armi bianche, ma occasionalmente si affrontano anche muletti, che possono solo essere evitati fuggendo, e ratti del porto. Freddy ha 5 vite e per ciascuna una barra di energia che si rigenera lentamente col tempo.